# كاسبيريا
كاسبيريا، هي بلدية في مقاطعة ريتتي في منطقة لاتيوم الإيطالية ، تقع على بعد حوالي 50 كيلومتر (31 ميل) شمال شرق روما وحوالي 20 كيلومتر (12 ميل) جنوب غرب رييتي . اعتبارًا من 31 ديسمبر 2004، كان عدد سكانها 1164 نسمة وتبلغ مساحتها 25.4 كيلومتر مربع (9.8 ميل2) . 
كاسبيريا بلدية تحتوي على فرازيوني (التقسيمات الفرعية، القرى والنجوع بشكل رئيسي) سانتا ماريا في ليغارانو ، سان فيتو دي كاسبيريا، وبارانزانو.
تقع كاسبيريا البلديات التالية: كانتالوبو في سابينا, كونتيغليانو, مونتاسولا, رييتي, روكانتيكا, توري في سابينا
من بين المباني سانتيسيما أنونزياتا ، سان جيوفاني باتيستا ، سانتا ماريا في ليجارانو، مادونا ديلا نيفي ، سان فيتو مارتير ، وكنيسة ودير سان سالفاتور.

## روابط خارجية
- الموقع الرسمي